# Deutsche Alpine Skimeisterschaften 2015
Die Deutschen Alpinen Skimeisterschaften 2015 fanden vom 24. bis 27. März 2015 in Garmisch und am 28. und 29. März 2015 in Seefeld in Tirol statt. Abfahrt, Super G und Kombination wurden in Garmisch ausgetragen, Riesenslalom und Slalom in Seefeld.

## Herren

### Abfahrt
| Platz | Name                | Zeit        |
| ----- | ------------------- | ----------- |
| 01    | Boštjan Kline (SLO) | 1:00:84 min |
| 02    | Martin Čater (SLO)  | 1:00,98 min |
| 03    | Thomas Dreßen       | 1:01,00 min |
| 04    | Josef Ferstl        | 1:01,15 min |
| 05    | Klaus Brandner      | 1:01,20 min |
| 06    | Christof Brandner   | 1:01,22 min |
| 06    | Rok Perko (SLO)     | 1:01,22 min |
| 08    | Willis Feasey (NZL) | 1:01,57 min |
| 09    | Andreas Sander      | 1:01,62 min |
| 010   | Anton Tremmel       | 1:01,92 min |
| 010   | Christian Ferstl    | 1:01,92 min |

Datum: 24. März 2015

Ort: Garmisch

### Super-G
| Platz | Name                  | Zeit        |
| ----- | --------------------- | ----------- |
| 01    | Boštjan Kline (SLO)   | 1:07,13 min |
| 02    | Andreas Sander        | 1:08,00 min |
| 03    | Thomas Dreßen         | 1:08,08 min |
| 04    | Josef Ferstl          | 1:08,22 min |
| 05    | Rok Perko (SLO)       | 1:08,33 min |
| 06    | Klaus Brandner        | 1:08,50 min |
| 07    | Maarten Meiners (NED) | 1:08,67 min |
| 08    | Tilen Debelak (SLO)   | 1:08,74 min |
| 09    | Christian Ferstl      | 1:08,96 min |
| 010   | Dominik Schwaiger     | 1:09,10 min |

Datum: 25. März 2015

Ort: Garmisch

### Riesenslalom
| Platz | Name                   | Zeit        |
| ----- | ---------------------- | ----------- |
| 01    | Alexander Schmid       | 1:57,32 min |
| 02    | Riccardo Tonetti (ITA) | 1:57,62 min |
| 03    | Manfred Mölgg (ITA)    | 1:57,96 min |
| 04    | Fritz Dopfer           | 1:58,20 min |
| 05    | Stefan Luitz           | 1:58,30 min |
| 06    | Willis Feasey (NZL)    | 1:58,61 min |
| 07    | Maarten Meiners (NED)  | 1:58,62 min |
| 07    | Paul Sauter            | 1:58,62 min |
| 09    | Dominik Schwaiger      | 1:58,64 min |
| 010   | Georg Hegele           | 1:59,71 min |

Datum: 28. März 2015

Ort: Seefeld

### Slalom
| Platz | Name                   | Zeit        |
| ----- | ---------------------- | ----------- |
| 01    | Alexander Schmid       | 1:33,45 min |
| 02    | Philipp Schmid         | 1:33,49 min |
| 03    | Paul Sauter            | 1:33,73 min |
| 04    | Linus Straßer          | 1:34,03 min |
| 05    | Anton Tremmel          | 1:34,17 min |
| 06    | Kai Alaerts (BEL)      | 1:34,54 min |
| 07    | Cristian Deville (ITA) | 1:34,57 min |
| 08    | Stefan Luitz           | 1:34,59 min |
| 09    | Johann Schwaiger       | 1:34,90 min |
| 010   | Tobias Erler (AUT)     | 1:35,09 min |

Datum: 29. März 2015

Ort: Seefeld

### Super-Kombination
| Platz | Name                  | Zeit        |
| ----- | --------------------- | ----------- |
| 01    | Thomas Dreßen         | 1:43,71 min |
| 02    | Josef Ferstl          | 1:43,93 min |
| 03    | Bastien Meisen        | 1:44,49 min |
| 04    | Georg Hegele          | 1:44,56 min |
| 05    | Maarten Meiners (NED) | 1:45,00 min |
| 06    | Alexander Bayer       | 1:46,19 min |
| 07    | Christian Ferstl      | 1:46,49 min |
| 08    | Andreas Sander        | 1:46,86 min |
| 09    | Adrian Meisen         | 1:47,63 min |
| 010   | Markus Kreilinger     | 1:47,89 min |

Datum: 27. März 2015

Ort: Garmisch

## Damen

### Abfahrt
| Platz | Name                       | Zeit        |
| ----- | -------------------------- | ----------- |
| 01    | Michaela Wenig             | 1:02,84 min |
| 02    | Kira Weidle                | 1:03,79 min |
| 03    | Marlene Schmotz            | 1:03,91 min |
| 04    | Simona Hösl                | 1:04,37 min |
| 05    | Greta Small (AUS)          | 1:04,42 min |
| 06    | Patrizia Dorsch            | 1:04,54 min |
| 07    | Sabrina Simader (KEN)      | 1:06,53 min |
| 08    | Katrin Hirtl-Stanggaßinger | 1:06,97 min |
| 09    | Bianca Kühn                | 1:07,09 min |
| 10    | Katharina Ostler           | 1:07,10 min |

Datum: 24. März 2015

Ort: Garmisch

### Super-G
| Platz | Name                       | Zeit        |
| ----- | -------------------------- | ----------- |
| 01    | Michaela Wenig             | 59,72 s     |
| 02    | Simona Hösl                | 1:00,67 min |
| 03    | Edit Miklós (HUN)          | 1:01,13 min |
| 04    | Susanne Weinbuchner        | 1:01,46 min |
| 05    | Kira Weidle                | 1:01,53 min |
| 06    | Patrizia Dorsch            | 1:01,77 min |
| 07    | Marlene Schmotz            | 1:01,81 min |
| 08    | Julia Pronnet              | 1:03,21 min |
| 09    | Katrin Hirtl-Stanggaßinger | 1:03,24 min |
| 010   | Martina Ostler             | 1:03,30 min |

Datum: 26. März 2015

Ort: Garmisch

### Riesenslalom
| Platz | Name                      | Zeit        |
| ----- | ------------------------- | ----------- |
| 01    | Ramona Siebenhofer (AUT)  | 2:00,04 min |
| 02    | Chiara Mair (AUT)         | 2:00,46 min |
| 03    | Lena Dürr                 | 2:00,55 min |
| 04    | Michaela Wenig            | 2:01,18 min |
| 05    | Carmen Thalmann (AUT)     | 2:01,24 min |
| 06    | Hannah Köck (AUT)         | 2:01,25 min |
| 07    | Elisabeth Kappaurer (AUT) | 2:01,27 min |
| 08    | Bernadette Schild (AUT)   | 2:01,30 min |
| 09    | Patrizia Dorsch           | 2:01,32 min |
| 010   | Pia Schmid (AUT)          | 2:01,52 min |
| 010   | Maren Wiesler             | 2:01,52 min |

Datum: 28. März 2015

Ort: Seefeld

### Slalom
| Platz | Name                        | Zeit        |
| ----- | --------------------------- | ----------- |
| 01    | Marlene Schmotz             | 1:38,60 min |
| 02    | Maren Wiesler               | 1:39,11 min |
| 03    | Lena Dürr                   | 1:39,33 min |
| 04    | Christina Geiger            | 1:39,62 min |
| 05    | Katharina Liensberger (AUT) | 1:40,31 min |
| 06    | Katharina Huber (AUT)       | 1:40,37 min |
| 07    | Hannah Köck (AUT)           | 1:40,50 min |
| 08    | Karen Persyn (BEL)          | 1:40,57 min |
| 09    | Chiara Mair (AUT)           | 1:40,60 min |
| 010   | Paulina Wirth (AUT)         | 1:40,97 min |

Datum: 29. März 2015

Ort: Seefeld

### Super-Kombination
| Platz | Name                       | Zeit        |
| ----- | -------------------------- | ----------- |
| 01    | Simona Hösl                | 1:47,46 min |
| 02    | Susanne Weinbuchner        | 1:47,92 min |
| 03    | Kira Weidle                | 1:48,21 min |
| 04    | Michaela Wenig             | 1:48,77 min |
| 05    | Patrizia Dorsch            | 1:49,15 min |
| 06    | Julia Pronnet              | 1:49,47 min |
| 07    | Katrin Hirtl-Stanggaßinger | 1:49,63 min |
| 08    | Adriana Jelinkova (NED)    | 1:50,38 min |
| 09    | Martina Ostler             | 1:50,86 min |
| 010   | Katharina Ostler           | 1:51,42 min |

Datum: 27. März 2015

Ort: Garmisch

## Teamwettbewerb – Parallelslalom
| Platz | Name                 | Athleten                                                 |
| ----- | -------------------- | -------------------------------------------------------- |
| 01    | Skiverband München 1 | Lena Dürr, Katharina Dürr, Hans Schwaiger, Linus Straßer |

Datum: 27. März 2015

Ort: Garmisch

## Belege und Anmerkungen
1. 1 2 3 4 5 6 7 8 9 10 11 12  Ausländische Teilnehmer erhielten keine Medaillen.
2. ↑  https://www.deutscherskiverband.de/detail_news_de,350,1325699,detail.html